# Euxoa dallolmoi
Euxoa dallolmoi là một loài bướm đêm trong họ Noctuidae.